# 天目木姜子
天目木姜子（学名：Litsea auriculata）为樟科木姜子属下的一个种。